# Kotma
Kotma é uma cidade e um município no distrito de Shahdol, no estado indiano de Madhya Pradesh.

## Geografia
Kotma está localizada a 23° 12′ N, 81° 58′ L. Tem uma altitude média de 517 metros (1696 pés).

## Demografia
Segundo o censo de 2001, Kotma tinha uma população de 28 484 habitantes. Os indivíduos do sexo masculino constituem 53% da população e os do sexo feminino 47%. Kotma tem uma taxa de literacia de 67%, superior à média nacional de 59,5%: a literacia no sexo masculino é de 75% e no sexo feminino é de 58%. Em Kotma, 15% da população está abaixo dos 6 anos de idade.